# Ptolémée (fils de Séleucos)
Pour les articles homonymes, voir Ptolémée (homonymie).
Ptolémée (en grec ancien Πτολεμαῖος / Ptolemaios), mort à la bataille d'Issos en 333 av. J.-C., est un officier macédonien de la phalange sous le règne d'Alexandre le Grand au titre de taxiarque.

## Biographie
Fils d'un aristocrate dénommé Séleucos probablement originaire d'Orestide, Ptolémée (qui ne doit pas être confondu avec Ptolémée le somatophylaque comme le fait Arrien dans l’Anabase) commande au début du règne d'Alexandre une division de la phalange au titre de taxiarque. Récemment marié, il est choisi par le roi pour commander le corps des soldats macédoniens autorisés à rentrer chez eux pour l'hiver à la fin de la première campagne (334 av. J.-C.). Au printemps suivant, il rejoint Alexandre à Gordion avec les troupes placées sous son commandement, accompagnées de renforts, soit 3 000 fantassins et 300 cavaliers macédoniens, 200 cavaliers thessaliens et 150 cavaliers éléens.
À la bataille d'Issos en 333, le bataillon de la phalange qu'il commande (originaire de Tymphée en Épire) est opposé aux mercenaires grecs de Darius III. Il trouve la mort au combat après avoir montré sa grande valeur. Le commandement du bataillon est ensuite confié à Polyperchon.

## Sources antiques
- Arrien, Anabase [lire en ligne].
- Quinte-Curce, L'Histoire d'Alexandre le Grand [lire en ligne].